# García Fernández (Graf)

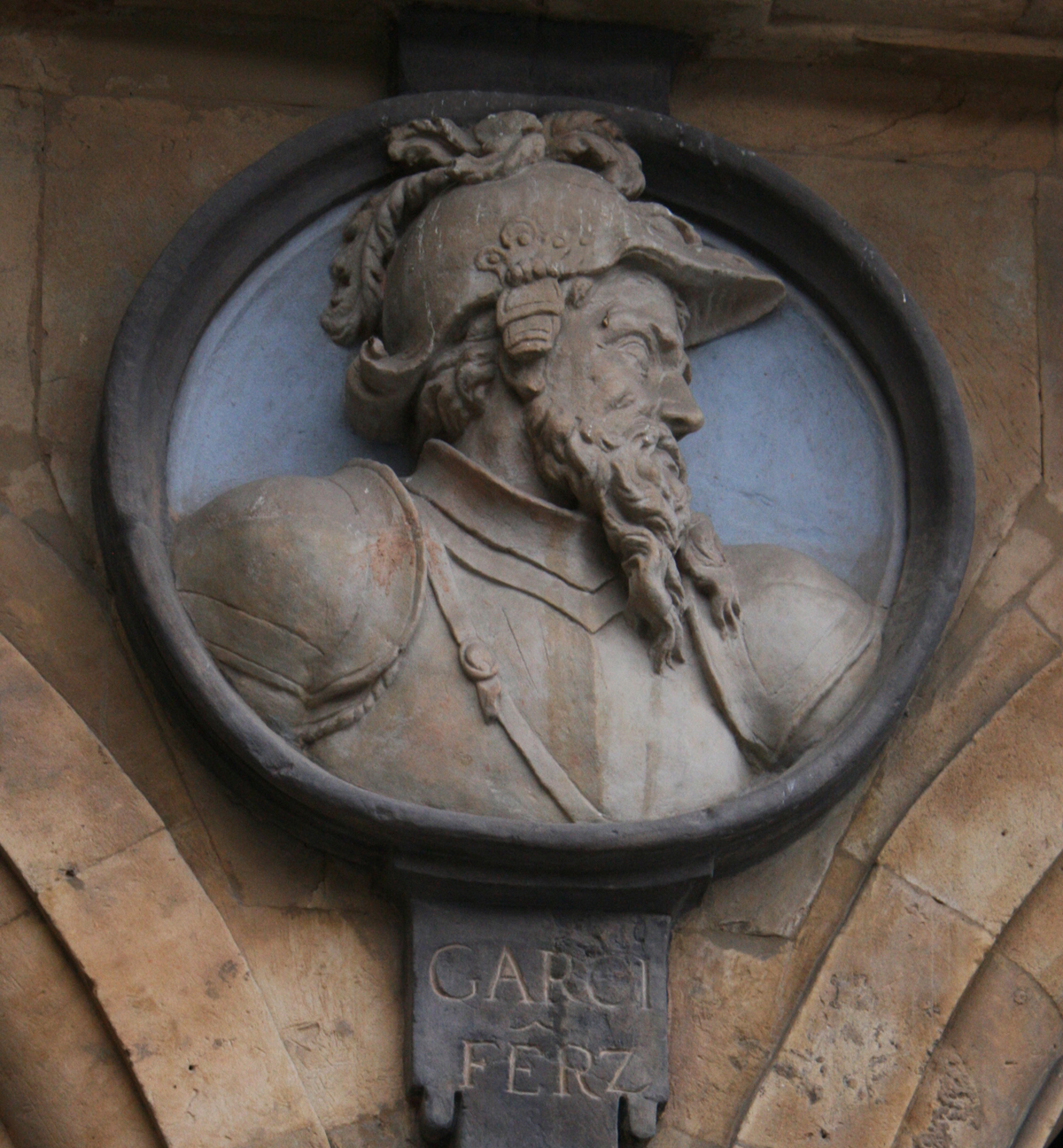
García Fernández: Medaillon an der Plaza Mayor in Salamanca.

García Fernández († 995) war Graf von Kastilien und Álava.

## Leben
García war der Sohn von Fernán González, Graf von Kastilien und Sancha Sanchéz, einer Tochter des navarresischen Königs Sancho I. Garcés. Er folgte seinem Vater im Jahr 970 als Graf von Kastilien und Álava nach.
Zu Beginn seiner Herrschaft verfolgte er eine ausgleichende Politik gegenüber dem Kalifat von Córdoba, verbündete sich jedoch 974 mit den Königen von León und Navarra sowie den Beni Gómez. Er griff Deza an und belagerte die Festung von Gormaz, wurde jedoch von dem muslimischen General Ghalib besiegt. Seine Erwerbungen wurden nach 977 größtenteils von Almansor zurückerobert. Im Jahr 991 kam es zu einem Aufstand seines Sohnes Sancho, sowie einer Rebellion des Adels nach der Vermählung seiner Tochter Elvira mit Bermudo II. von León. García erließ im Jahr 974 den Fuero von Castrojeriz und gründete 978 das Infantado von Covarrubias zur Versorgung seiner Tochter Urraca. 995 wurde er bei einem Scharmützel verwundet und geriet in Gefangenschaft, wo er nach kurzer Zeit verstarb. Er wurde in der Iglesia de los Tres Santos in Córdoba bestattet, später wurde er in das kastilische Kloster San Pedro de Cardeña bei Burgos überführt.

## Familie
García heiratete 958/961 Ava von Ribagorza, eine Tochter von Raimundo II., Graf von Ribagorza. Sie hatten sieben Kinder.
- Mayor († nach 1035) ⚭ (verstoßen 1026/27) Raimundo III. Graf von Pallars[2]
- Sancho García († 1017), Graf von Kastilien ⚭ Urraca († nach 1037)
- Urraca García († nach 1038)
- Gonzalo García († nach 1011)
- Elvira García († 1017) ⚭ (991) Bermudo II., König von León († 999)
- Toda García († nach 1031) ⚭ Sancho Goméz de Saldaña
- Oneca García  ⚭ (995) Almansor († 1002), Regent von Córdoba